# Back to the Future (filmtrilogie)

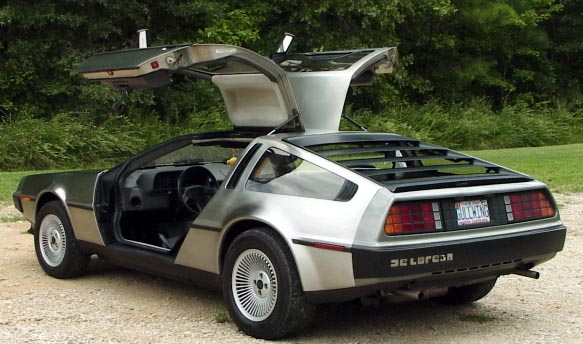
Een DeLorean DMC-12 werd in Back to the Future als tijdmachine gebruikt

Back to the Future is een Amerikaanse sciencefiction-filmtrilogie van Robert Zemeckis, naar het script van Zemeckis en Bob Gale. De hoofdrollen worden vervuld door Michael J. Fox en Christopher Lloyd. De eerste film werd uitgebracht in 1985 en nadat deze een succes bleek, werden deel twee en drie gemaakt en uitgebracht in respectievelijk 1989 en 1990.
In de films staat het thema tijdreizen en de gevolgen hiervan centraal. Hoofdpersonages in de films zijn Marty McFly en Dr. Emmett Brown. Het succes van de films leidde tot een spin-off in de vorm van een animatieserie. Daarnaast verscheen in het pretpark Universal Studios de attractie Back to the Future: The Ride.

## Films
De films in de trilogie zijn:
- Back to the Future (1985)
- Back to the Future Part II (1989)
- Back to the Future Part III (1990)

De films gaan over de avonturen van de scholier Marty McFly en uitvinder dr. Emmett L. Brown ("Doc") in uiteenlopende tijdsperiodes: het verleden (1885 en 1955), de tegenwoordige tijd (1985) en de toekomst (2015).
De eerste film was financieel een groot succes en werd wereldwijd enthousiast ontvangen. Sinds de release op VHS eindigde de film met de woorden: To be continued... Dit slot was door de schrijvers niet als een belofte bedoeld, maar als een open einde om aan te geven dat de avonturen van Marty en Doc nog niet afgelopen waren. Fans van de film oefenden echter zoveel druk uit, dat Universal Studios besloot om daadwerkelijk een vervolg te maken. Deel II en III werden tegelijk gefilmd, wat in die tijd nog niet vaak was gedaan. Tegenwoordig gebeurt het meer, zoals bij deel twee en drie van The Matrix, Pirates of the Caribbean, de Lord of the Rings-cyclus en Kill Bill. De tweede en derde film werden met een tussentijd van een half jaar in de bioscopen gebracht, maar waren minder succesvol dan de oorspronkelijke film.
Onder de fans bevond zich onder meer de band ZZ Top, die in de derde film (letterlijk) meespeelt, en de toenmalige president van de Verenigde Staten Ronald Reagan (1911-2004). Reagan citeerde uit de film in zijn State of the Union in 1986:
Never has there been a more exciting time to be alive, a time of rousing wonder and heroic achievement. As they said in the film Back to the Future: Where we're going, we don't need roads.
(Het leven is nog nooit zo spannend geweest als tegenwoordig, het is een tijd van inspirerende ontdekkingen en heroïsche prestaties. Zoals men in de film Back to the Future zegt: Daar waar wij naartoe gaan, hebben we geen wegen nodig.)
Wellicht werd Reagan op de film gewezen, omdat er een grapje ten koste van hem in werd gemaakt. Hoe dan ook, Reagan kon Back to the Future erg waarderen en overwoog zelfs om in het derde deel mee te spelen.
De trilogie wordt als een moderne Hollywood-klassieker beschouwd en gewaardeerd om haar humor, opvallende personages en de kunst om ingewikkelde theorieën over tijdreizen te gebruiken zonder het publiek in verwarring te brengen. De reeks is na dertig jaar nog steeds erg populair, wat blijkt uit de verkoopcijfers van de in 2002 op video en dvd uitgebrachte box.

## Het verhaal

### Back to the Future
In deel 1 reist de 17-jarige Marty McFly per ongeluk terug naar het jaar 1955 met de tijdmachine van dr. Emmett Brown. In 1955 verstoort hij daardoor de ontmoeting tussen zijn vader en moeder. Tot overmaat van ramp blijkt ook nog eens dat er geen plutonium is voor een tijdreis, waardoor Marty vast lijkt te zitten in het verleden. Marty krijgt hulp van de 1955-versie van Dr. Brown en werkt met hem een plan uit om terug te keren naar 1985. Maar voordat hij dit kan, moet hij zijn ouders weer bij elkaar zien te krijgen, anders zal hij nooit geboren worden.

### Back to the Future Part II
In deel 2 reizen Dr. Brown, Marty en zijn vriendin Jennifer naar het jaar 2015 omdat Marty’s toekomstige zoon hun hulp nodig heeft. Maar terwijl Doc en Marty in Marty’s huis zijn, steelt de oude Biff Tannen de tijdmachine en reist terug naar het jaar 1955, waar hij zijn jongere versie een sportkalender geeft met alle sportuitslagen van de komende jaren. Wanneer Doc en Marty terugkeren naar 1985, ontdekken ze dat Biff de kalender heeft gebruikt om met gokken een fortuin te verkrijgen. Hij is hierdoor een machtig man geworden en blijkt zelfs Marty's stiefvader te zijn. Het is nu aan Doc en Marty om terug te gaan naar 1955 en te voorkomen dat Biff de kalender ooit zal gebruiken.

### Back to the Future Part III
Aan het eind van de vorige film verdween de tijdmachine na te zijn geraakt door de bliksem. Via een 70 jaar oude brief gericht aan hem ontdekt Marty dat door de blikseminslag Doc met de tijdmachine in het jaar 1885 is beland. Samen met de Doc uit 1955 herstelt Marty de tijdmachine die door Doc in 1885 was verstopt in een grot en reist terug naar 1885 om Doc op te halen. Haast is geboden, aangezien Doc over enkele dagen zal worden doodgeschoten. Echter, bij aankomst in 1885 scheurt de benzinetank van de DeLorean en zonder benzine is het niet mogelijk om de benodigde snelheid voor een tijdreis te halen. Bovendien wordt Doc verliefd op de schoollerares, Clara Clayton en zou het liefst in 1885 blijven.

## Personages en rolverdeling
| Personage                      | Film               | Film                             | Film                        |
| Personage                      | Back to the Future | Back to the Future Part II       | Back to the Future Part III |
| ------------------------------ | ------------------ | -------------------------------- | --------------------------- |
| Marty McFly                    | Michael J. Fox     | Michael J. Fox                   | Michael J. Fox              |
| Dr. Emmett Brown               | Christopher Lloyd  | Christopher Lloyd                | Christopher Lloyd           |
| Biff Tannen                    | Thomas F. Wilson   | Thomas F. Wilson                 | Thomas F. Wilson            |
| Lorraine Baines                | Lea Thompson       | Lea Thompson                     | Lea Thompson                |
| George McFly                   | Crispin Glover     | Jeffrey Weissman                 | Jeffrey Weissman            |
| Jennifer Parker                | Claudia Wells      | Elisabeth Shue                   | Elisabeth Shue              |
| Dave McFly                     | Marc McClure       | Marc McClure (verwijderde scène) | Marc McClure                |
| Linda McFly                    | Wendie Jo Sperber  |                                  | Wendie Jo Sperber           |
| Mr. Strickland                 | James Tolkan       | James Tolkan                     |                             |
| 3-D                            | Casey Siemaszko    | Casey Siemaszko                  |                             |
| Match                          | Billy Zane         | Billy Zane                       |                             |
| Skinhead                       | J.J. Cohen         | J.J. Cohen                       |                             |
| Marty McFly Jr                 |                    | Michael J. Fox                   |                             |
| Marlene McFly                  |                    | Michael J. Fox                   |                             |
| Griff Tannen                   |                    | Thomas F. Wilson                 |                             |
| Buford 'Mad Dog' Tannen        |                    | Thomas F. Wilson (Cameo)         | Thomas F. Wilson            |
| Seamus McFly                   |                    |                                  | Michael J. Fox              |
| Maggie McFly                   |                    |                                  | Lea Thompson                |
| Clara Clayton                  |                    |                                  | Mary Steenburgen            |
| Chief Marshal James Strickland |                    |                                  | James Tolkan                |
| Needles                        |                    | Michael Peter Balzary            | Michael Peter Balzary       |

Marty McFly en Doc Brown staan beide in Empire's lijst van "100 Grootste filmpersonages ooit".
De opnames van Back to the Future werden oorspronkelijk gestart met Eric Stoltz als Marty McFly. Het productieteam besloot echter na enige tijd dat Stolz toch niet de juiste acteur voor de rol was. Michael J. Fox, die eerder was gepeild maar zich indertijd niet vrij kon maken van de opnames van de comedy Family Ties, bleek nu wel beschikbaar en werd in tweede instantie in de rol gecast.
Voor aanvang van de opnames van deel II en III werd Crispin Glover benaderd om opnieuw de rol van George McFly te spelen, maar hij was van mening dat hij een te laag salaris kreeg aangeboden en weigerde. Jeffrey Weissman nam de rol over, maar voor het deel van het verhaal dat zich in 1955 afspeelde, werden ook oude opnames met Glover gebruikt. Glover spande met succes een proces aan tegen het hergebruik van dit materiaal en ook omdat men door het gebruik van een dubbelganger en make-up deed lijken dat hij wel in deze film meespeelde, aangezien dit niet in het oorspronkelijke contract was opgenomen. Sindsdien zijn daar in Hollywood duidelijkere regels over.

## Crew
| Film                        | Jaar | Regisseur       | Schrijvers                                           | Producers            | Uitvoerend producenten                           |
| --------------------------- | ---- | --------------- | ---------------------------------------------------- | -------------------- | ------------------------------------------------ |
| Back to the Future          | 1985 | Robert Zemeckis | Robert Zemeckis Bob Gale                             | Neil Canton Bob Gale | Steven Spielberg Kathleen Kennedy Frank Marshall |
| Back to the Future Part II  | 1989 | Robert Zemeckis | Verhaal: Robert Zemeckis Bob Gale Scenario: Bob Gale | Neil Canton Bob Gale | Steven Spielberg Kathleen Kennedy Frank Marshall |
| Back to the Future Part III | 1990 | Robert Zemeckis | Verhaal: Robert Zemeckis Bob Gale Scenario: Bob Gale | Neil Canton Bob Gale | Steven Spielberg Kathleen Kennedy Frank Marshall |

## Opbrengst
| Film                        | Premièredatum    | Opbrengst        | Opbrengst    | Opbrengst    | Budget      | Referentie  |
| Film                        | Premièredatum    | Verenigde Staten | Buitenland   | Wereldwijd   | Budget      | Referentie  |
| --------------------------- | ---------------- | ---------------- | ------------ | ------------ | ----------- | ----------- |
| Back to the Future          | 3 juli 1985      | $210,609,762     | $170,500,000 | $381,109,762 | $19,000,000 | [ 3 ]       |
| Back to the Future Part II  | 22 november 1989 | $118,450,002     | $213,500,000 | $331,950,002 | $40,000,000 | [ 4 ] [ 5 ] |
| Back to the Future Part III | 25 mei 1990      | $87,727,583      | $156,800,000 | $244,527,583 | $40,000,000 | [ 6 ]       |
| Totaal                      | Totaal           | $416,787,347     | $540,800,000 | $957,587,347 | $99,000,000 |             |

## Spin-offs

### Animatieserie
In 1991 verscheen de animatieserie Back to the Future: The Animated Series. De serie gaat verder na de derde film. De serie liep twee seizoenen van elk 13 afleveringen. Veel fans beschouwen de animatieserie echter niet als onderdeel van de filmtrilogie.

### Spellen
In de loop der jaren zijn verschillende computerspellen uitgebracht gebaseerd op de films, waaronder:
- Back to the Future
- Back to the Future Part II & III
- Super Back to the Future II
- Back to the Future II
- Back to the Future III
- Back to the Future III
- Universal Studios Theme Park Adventure - bevat een Back to the Future: The Ride minispel.
- In 1990 bracht Data East Pinball (nu Stern Pinball) de flipperkast Back to the Future: The Pinball uit, ontworpen door Joe Kaminkow, met muziek van Brian Schmidt.
- In 2006 bracht International Game Technology een gokspel genaamd Back to the Future Video Slots uit, ontworpen door Joe Kaminkow, geschreven en geregisseerd door Bob Gale.
- Back to the Future: The Game, een avonturenspel dat zich afspeelt 3 maanden na het laatste deel van de trilogie.

## Tijdmachine

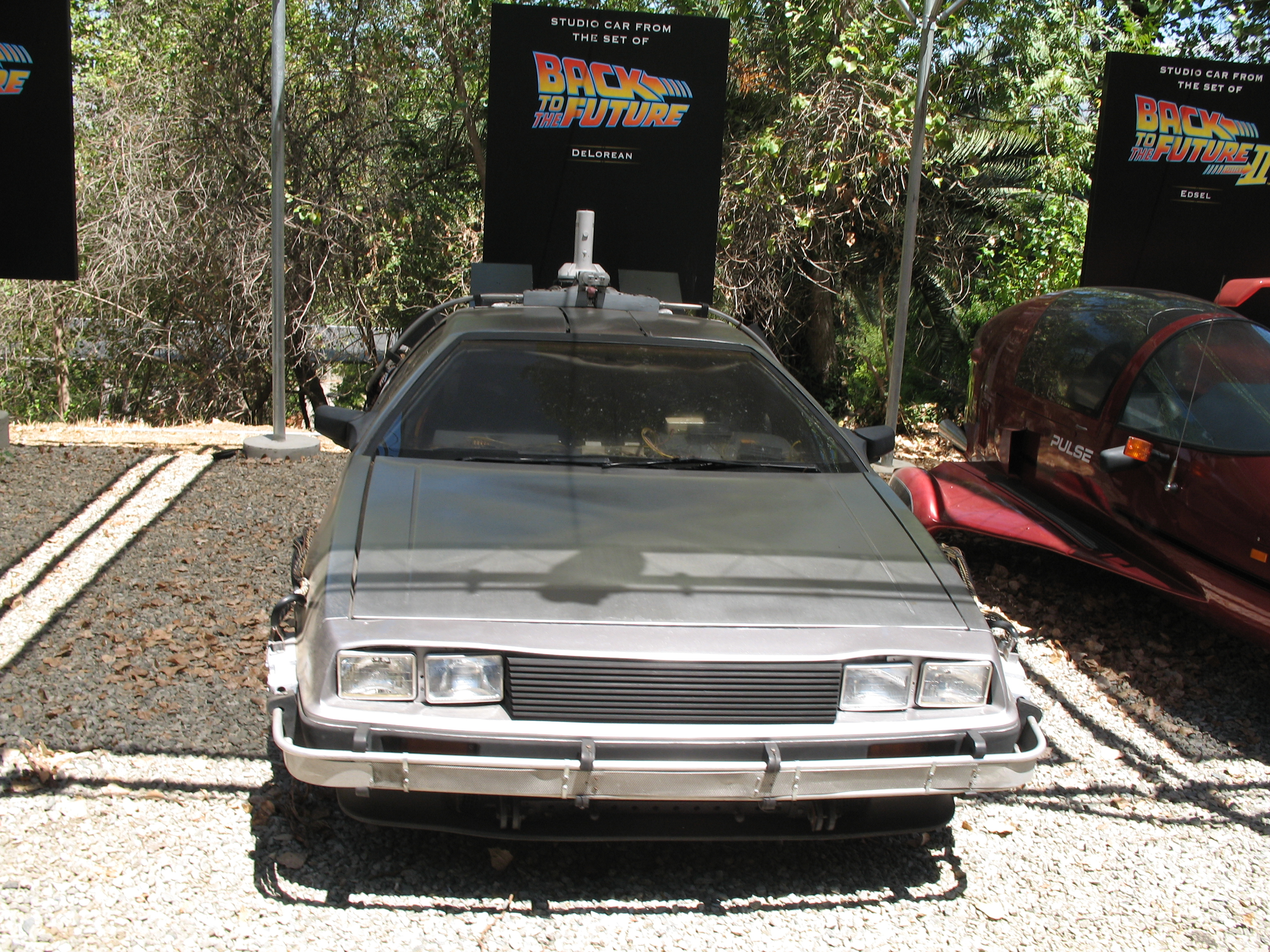
Een nagebouwde DeLorean tijdmachine in Universal Studios.

De tijdmachine die in de Back to the Future trilogie wordt gebruikt is ingebouwd in een DeLorean. Deze werd gekozen omwille van het futuristische uiterlijk van de auto.
De auto kan door de tijd reizen dankzij de 'flux capacitor'. Deze werkt alleen bij een snelheid van 88 mijl per uur (140 km per uur), en bij 1,21 Jigowatt aan energie.